# Deutsche Badmintonmeisterschaft 1956
Die Deutsche Badmintonmeisterschaft 1956 fand vom 31. März bis zum 1. April 1956 in Kiel statt.

## Medaillengewinner
| Disziplin    | Gold                                                                                 | Silber                                                     | Bronze                                                                         |
| ------------ | ------------------------------------------------------------------------------------ | ---------------------------------------------------------- | ------------------------------------------------------------------------------ |
| Herreneinzel | Günter Ropertz (1. DBC Bonn)                                                         | Hans Eschweiler (1. DBC Bonn)                              | Ralf Caspary (1. DBC Bonn)                                                     |
| Herreneinzel | Günter Ropertz (1. DBC Bonn)                                                         | Hans Eschweiler (1. DBC Bonn)                              | Hans Walbrück (1. DBC Bonn)                                                    |
| Dameneinzel  | Hannelore Schmidt (STC Blau-Weiß Solingen)                                           | Gisela Ellermann (STC Blau-Weiß Solingen)                  | Luise Schmitz (1. DBC Bonn)                                                    |
| Dameneinzel  | Hannelore Schmidt (STC Blau-Weiß Solingen)                                           | Gisela Ellermann (STC Blau-Weiß Solingen)                  | Erna Müller (1. Frankfurter BC)                                                |
| Herrendoppel | Heinz Koch (STC Blau-Weiß Solingen) Kurt Veller (STC Blau-Weiß Solingen)             | Hans Eschweiler (1. DBC Bonn) Günter Ropertz (1. DBC Bonn) | Otto Prühs (UF Büdelsdorf) Karl Neumann (UF Büdelsdorf)                        |
| Herrendoppel | Heinz Koch (STC Blau-Weiß Solingen) Kurt Veller (STC Blau-Weiß Solingen)             | Hans Eschweiler (1. DBC Bonn) Günter Ropertz (1. DBC Bonn) | Hans Walbrück (1. DBC Bonn) Hans Riegel (1. DBC Bonn)                          |
| Damendoppel  | Gisela Ellermann (STC Blau-Weiß Solingen) Hannelore Schmidt (STC Blau-Weiß Solingen) | Irmgard Ehle (Ohligser TV) Erna Wüsthoff (Ohligser TV)     | Hanne Alde (Kieler BC 1949) Margot Kraenz (Kieler BC 1949)                     |
| Damendoppel  | Gisela Ellermann (STC Blau-Weiß Solingen) Hannelore Schmidt (STC Blau-Weiß Solingen) | Irmgard Ehle (Ohligser TV) Erna Wüsthoff (Ohligser TV)     | Lilo Worthmann (BC Westfalia Herne) Reinhild Worthmann (BC Westfalia Herne)    |
| Mixed        | Heinz Koch (STC Blau-Weiß Solingen) Hannelore Schmidt (STC Blau-Weiß Solingen)       | Hans Riegel (1. DBC Bonn) Luise Schmitz (1. DBC Bonn)      | Günther Seilberger (Biebricher BC) Erna Müller (1. Frankfurter BC)             |
| Mixed        | Heinz Koch (STC Blau-Weiß Solingen) Hannelore Schmidt (STC Blau-Weiß Solingen)       | Hans Riegel (1. DBC Bonn) Luise Schmitz (1. DBC Bonn)      | Kurt Veller (STC Blau-Weiß Solingen) Gisela Ellermann (STC Blau-Weiß Solingen) |